# غابرييل رويز
غابرييل رويز (بالإنجليزية: Gabrielle Ruiz)‏ هي ممثلة أمريكية، ولدت في 12 مايو 1989 في إدينبورغ في الولايات المتحدة.

## أعمال

### مسلسلات
- حبيبة سابقة مجنونة

## وصلات خارجية
- غابرييل رويز على موقع IMDb (الإنجليزية)
- غابرييل رويز على موقع ميوزك برينز (الإنجليزية)
- غابرييل رويز على موقع قاعدة بيانات برودواي على الإنترنت (الإنجليزية)
- غابرييل رويز على موقع ديسكوغز (الإنجليزية)
- غابرييل رويز على موقع قاعدة بيانات الفيلم (الإنجليزية)